# Нур (Туймазинский район)
Нур (баш. Нур) — деревня в Туймазинском районе Республики Башкортостан Российской Федерации. Входит в состав Кандринского сельсовета. 

## География

### Географическое положение
Расстояние до:
- районного центра (Туймазы): 25 км,
- центра сельсовета (Кандры): 14 км,
- ближайшей ж/д станции (Кандры): 10 км.

## История
До 10 сентября 2007 года называлась Деревней Откормсовхоза.
До 2008 года деревня входила в состав Старокандринского сельсовета.

## Население
| 2002 | 2009 | 2010 |
| ---- | ---- | ---- |
| 44   | ↘43  | ↘31  |